# Carl-Axel Roslund
Carl-Axel Roslund, född 4 november 1948 i Limhamns församling i Malmö, är en svensk politiker.
Roslund var tidigare moderat men är numera verksam inom SPI Välfärden. Han var ordinarie riksdagsledamot för Moderaterna 2002–2006, invald för Malmö kommuns valkrets. Han har varit yrkesverksam som bland annat sjöman och lärare.

## Biografi
Roslund var på 1960-talet fastighetsskötarelev och presenterades för Olof Palme som ett framtidsnamn inom fackföreningsrörelsen. Han valde dock att gå med i dåvarande Högerpartiet och har sedan 1980-talet, med undantag för en mandatperiod, då han satt i riksdagen, tillhört Malmö kommunfullmäktige samt även varit oppositionskommunalråd och innehaft en mängd andra kommunala uppdrag. Han är också ledamot av landstingsfullmäktige i Region Skåne. Han har under årens lopp gjort en rad kontroversiella uttalanden och bland annat tagit avstånd från partiledaren Fredrik Reinfeldts kritiska linje mot Sverigedemokraterna, som han anser vara ett salongsfähigt borgerligt parti och att Moderaterna borde låta sig influeras av deras invandringspolitik.
Roslund var riksdagsledamot för Moderaterna 2002–2006. I riksdagen var han ledamot i bostadsutskottet 2005–2006. Han var även suppleant i försvarsutskottet, näringsutskottet, trafikutskottet och sammansatta utrikes- och försvarsutskottet.
Efter valet 2010 fick emellertid Roslund inte några nämnduppdrag i Malmö kommun och i november 2013 petades han av Skånemoderaternas nomineringsstämma inför valet 2014 från sin plats i landstingsfullmäktige. I januari 2014 valde han därför att lämna Moderaterna och gick med i SPI Välfärden, men stannade kvar i kommunfullmäktige och landstingsfullmäktige som politisk vilde. I kommunalvalet 2014 kandiderade han för sistnämnda parti. SPI Välfärden fick dock inte tillräckligt många röster för att få något mandat i Malmö kommunfullmäktige.
Roslund är också fritidsmusiker och har skrivit egna visor, varav någon renderat honom kritik som politiker. Under 1970-talet var han en av pionjärerna i Sverige på skotsk säckpipa. 1974 startade han The Gothenburg City Pipe Band. När han sedan återvände till Malmö blev han pipe major (musikalisk ledare) för The Griffin Pipes & Drums of Malmö 1978–1980. Han säger sig sedermera ha "spikat upp säckpipan på väggen" till förmån för den politiska karriären. Han är gift med Anita Roslund och har en son.